# Hansel et Gretel, agents secrets
Pour plus de détails, voir Fiche technique et Distribution.
Hansel et Gretel, agents secrets (Secret Magic Control Agency) est un film russe réalisé par Aleksey Tsitsilin, sorti en 2021.

## Synopsis
Après leur victoire contre la sorcière, Hansel et Gretel sont devenus agents secrets. Ils doivent retrouver le roi qui a été enlevé à l'aide de nourriture imprégnée de magie noire. Mais alors qu'ils vont partir en mission, ils sont transformés en enfants.

## Fiche technique
- Titre : Hansel et Gretel, agents secrets
- Titre original : Secret Magic Control Agency
- Réalisation : Aleksey Tsitsilin
- Scénario : Analisa LaBianco, Vladimir Nikolaev, Jeffery Spencer, Aleksey Tsitsilin et Aleksey Zamyslov
- Musique : Brad Breeck et Gabriel Hays
- Production : Vladimir Nikolaev, Sergey Selyanov, Sasha Shapiro et Tim Werenko
- Société de production : CTB Film Company, QED International (en) et Wizart Animation
- Pays :  Russie et  États-Unis
- Genre : Animation, aventure, comédie, espionnage, fantasy
- Durée : 103 minutes
- Dates de sortie : 
  - Russie : 18 mars 2021
  - Netflix : 25 mars 2021

## Doublage
- Nicholas Corda : Hansel adulte
- Sylvana Joyce : Gretel adulte
- Alyson Leigh Rosenfeld : Hansel enfant / la reine des sirènes
- Courtney Shaw : Gretel enfant
- Erica Schroeder : Ilvira
- Mary O'Brady : Baba Yaga

## Production
Le film a disposé d'un budget de 7 millions de dollars.